# Trimpelshütter Straße 17 (Mönchengladbach)

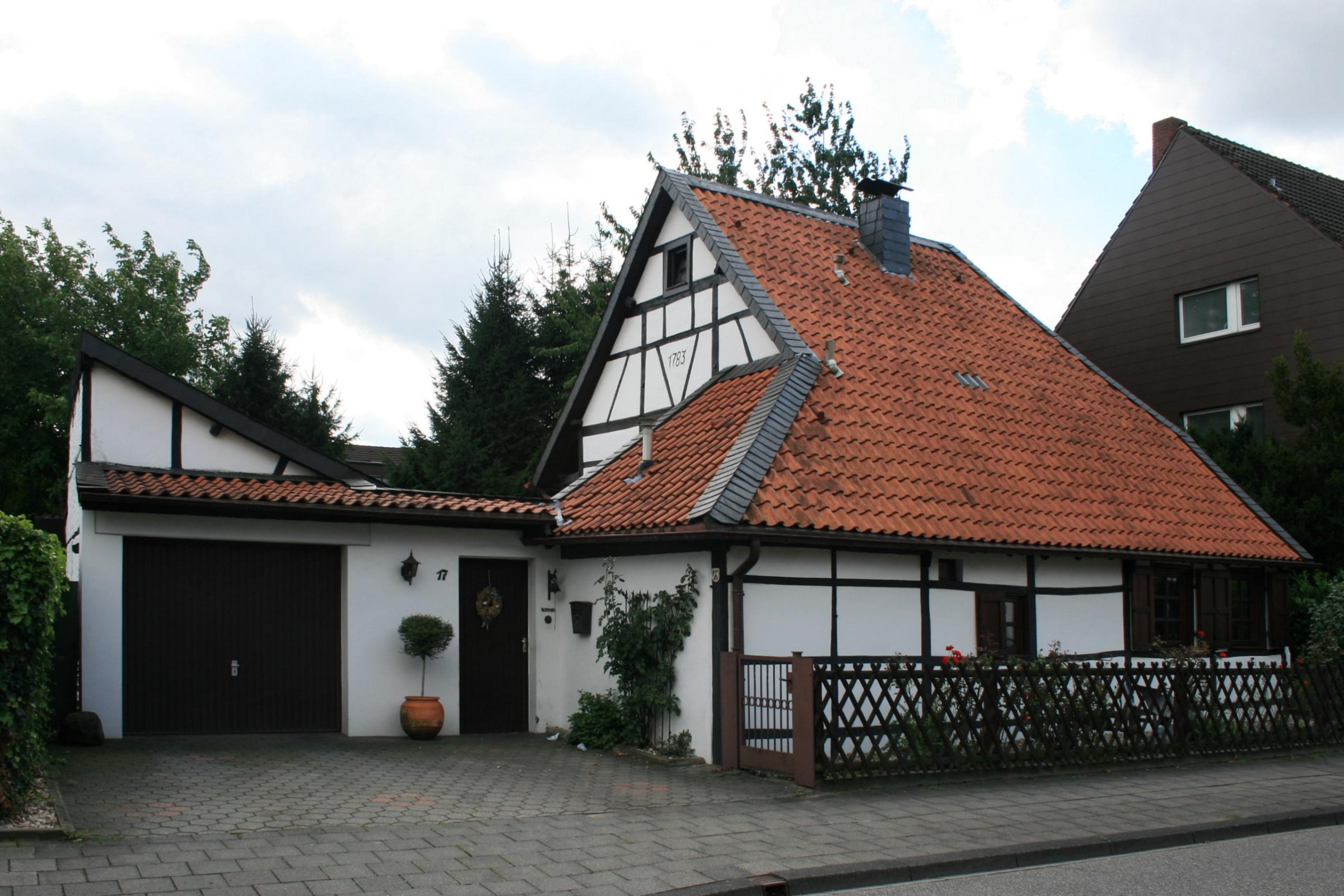
Fachwerkhofanlage (2010)

Die Fachwerkhofanlage Trimpelshütter Straße 17 steht im Stadtteil Giesenkirchen-Trimpelshütte in Mönchengladbach (Nordrhein-Westfalen).
Das Gebäude wurde 1783 erbaut und unter Nr. T 003 am 4. Dezember 1984 in die Denkmalliste der Stadt Mönchengladbach eingetragen.

## Architektur
Bei dem Objekt Nr. 17 handelt es sich um ein traufenständiges, eingeschossiges Fachwerkhaus mit einseitigem Krüppelwalmdach. Nord- und Westgiebel sind in Mauerwerk ausgeführt. Das Entstehungsjahr laut Ausweisung am Ostgiebel ist mit 1783 angegeben. Gegenüber dem Ostgiebel ein eingeschossiges Gebäude mit Pultdachausbildung, ein ehemaliger Schuppen oder Stall.